# Bezdomni (film 1939)
Bezdomni (jid. On a Hajm-bal shuwe) – polski film fabularny z 1939 roku w języku jidysz, oparty na utworze Jakuba Gordina. Film ten był ostatnim przedwojennym polskim filmem nakręconym w języku jidysz. Tytuł nawiązuje do postaci Żyda tułacza, a także do uchodźców z III Rzeszy, których wielu napływało podówczas do Polski.

## Treść
Film podejmuje popularną wówczas tematykę łączącą dwa światy – Europę i Amerykę. Pokazuje typową żydowską historię, jakich wiele pokazywano w tamtych latach. Mieszkająca w Kazimierzu Dolnym rodzina Rywkinów żyje w bardzo trudnych warunkach, dlatego ojciec postanawia wyjechać do USA, celem znalezienia lepszego życia. W Ameryce ciężko pracuje i czuje się samotny, aż do czasu poznania Bessie (Bessy) – piosenkarki w nocnym lokalu, która pomaga mu sprowadzić rodzinę z Polski.

## Obsada
- Adam Domb – jako stary Jakub
- Aleksander Marten – jako Abram, syn Jakuba[1]
- Ida Kamińska – jako Basszewa, żona Abrama
- Bennie Zuker – jako Henoch, syn Abrama
- Wiera Gran – jako piosenkarka Bessy
- Szymon Dżigan – jako Motel
- Izrael Szumacher – jako Fiszel
- Dora Fakiel – jako Lina